# Liste der Biografien/Hasb
Liste der Biografien |
Portal Biografien |
Personensuche
# |
A |
B |
C |
D |
E |
F |
G |
H |
I |
J |
K |
L |
M |
N |
O |
P |
Q |
R |
S |
T |
U |
V |
W |
X |
Y |
Z |
?
 
Ha |
Hd |
He |
Hi |
Hj |
Hk |
Hl |
Hm |
Hn |
Ho |
Hr |
Hs |
Ht |
Hu |
Hv |
Hw |
Hy
 
Haa |
Hab |
Hac |
Had |
Hae–Haf |
Hag |
Hah |
Hai |
Haj |
Hak |
Hal |
Ham |
Han |
Hao |
Hap |
Haq |
Har |
Has |
Hat |
Hau |
Hav |
Haw |
Hax |
Hay |
Haz
 
Hasa |
Hasb |
Hasc |
Hasd |
Hase |
Hasf |
Hasg |
Hash |
Hasi |
Hasj |
Hask |
Hasl |
Hasm |
Hasn |
Haso |
Hasp |
Hasq |
Hass |
Hast |
Hasu |
Hasv |
Hasw |
Hasz
Die Liste der Biografien führt alle Personen auf, die in der deutschsprachigen Wikipedia einen Artikel haben. Dieses ist eine Teilliste mit 15 Einträgen von Personen, deren Namen mit den Buchstaben „Hasb“ beginnt.

## Hasb

### Hasba
- Hasbach, Erwin (1875–1970), deutsch-polnischer Politiker, Mitglied des Sejm
- Hasbach, Wilhelm (1849–1920), deutscher Ökonom und Soziologe
- Hasbak, Peter (* 1982), dänischer Badmintonspieler
- Hasbargen, Tim (* 1996), deutscher Basketballspieler
- Häsbart, Martin Johann (1655–1711), deutscher Mediziner

### Hasbe
- Hasberg, Wolfgang (* 1961), deutscher Historiker und Geschichtsdidaktiker
- Hasbergen, Hinrich von, Ratsherr in Bremen

### Hasbo
- Hasbo, Josefine (* 2001), dänische Fußballspielerin

### Hasbr
- Hasbrouck, Abraham B. (1791–1879), US-amerikanischer Jurist und Politiker
- Hasbrouck, Abraham J. (1773–1845), US-amerikanischer Politiker
- Hasbrouck, Josiah (1755–1821), US-amerikanischer Politiker
- Hasbrouck, Robert W. (1896–1985), US-amerikanischer Offizier, Generalmajor der US-Army

### Hasbu
- Hasbulla (* 2002), russischer Videoblogger
- Hasbún, Ignacio (* 1990), chilenischer Fußballspieler
- Hasbún, Rodrigo (* 1981), bolivianischer Schriftsteller